# أولاد بن اعمر لهوامي (بوسكورة)
أولاد بن اعمر لهوامي هي إحدى مشيخات المملكة المغربية، تتبع جغرافيا لإقليم النواصر وإداريًا لبوسكورة. يقدر عدد سكانها بـ 3213 نسمة حسب الإحصاء الرسمي للسكان والسكنى لسنة 2004.